# Юз (техніка)
Юз — ковзання колеса чи гусениці транспортного засобу по опорній поверхні, при якому колесо чи гусенична стрічка обертаються/перемотуються повільніше, ніж потрібно для даної швидкості. Найпоширеніший випадок юзу — блокування (повне припинення обертання) колеса чи гусениці в русі. Юз можливий при уповільненні/гальмуванні тільки в поздовжньому напрямі руху. Ковзання колеса/гусениці в поздовжньому напрямі при розгоні називається буксуванням. Ковзання в поперечному напрямі — уводом.
Для запобігання юзу на автомобілях застосовують антиблокувальні системи. На залізничному транспорті з аналогічною метою давно застосовують регулювання гальмівного зусилля залежно від завантаження з допомогою вантажного авторежиму.

## Наслідки руху юзом
- Можливе збільшення гальмівного шляху, загроза ДТП.
- Дестабілізація автомобіля: значне зниження ефективності кермового керування при блокуванні передніх коліс, занос та можливий розворот автомобіля при блокуванні задніх коліс.
- Однобічний знос шин.
- Для рейкового транспорту (трамваїв, рухомого складу залізниць та метро) рух юзом призводить до зносу заблокованих коліс в місці їх дотику з рейкою та появи на бандажі колеса плоскої ділянки — так званого повзуна. Наявність повзунів (несиметричності коліс відносно осі обертання) призводить до появи шумності (стукіт від ударів утвореної лиски об рейку), вібрації (відстань від осі колісної пари до поверхні рейки вже непостійне при русі), руйнування рейкового шляху. Для усунення цих шкідливих явищ колісні пари з повзунами потрібно обточувати, а рейкові шляхи обробляти рейкошліфувальним вагоном. Бандажі, сточені таким чином називають «квадратними»
- У гоночних автомобілів з м'якими шинами рух юзом також може призвести до появи плоских ділянок на шинах, що робить автомобіль менш маневровим та збільшує ризик поламок підвіски.